# Banlieusardisation

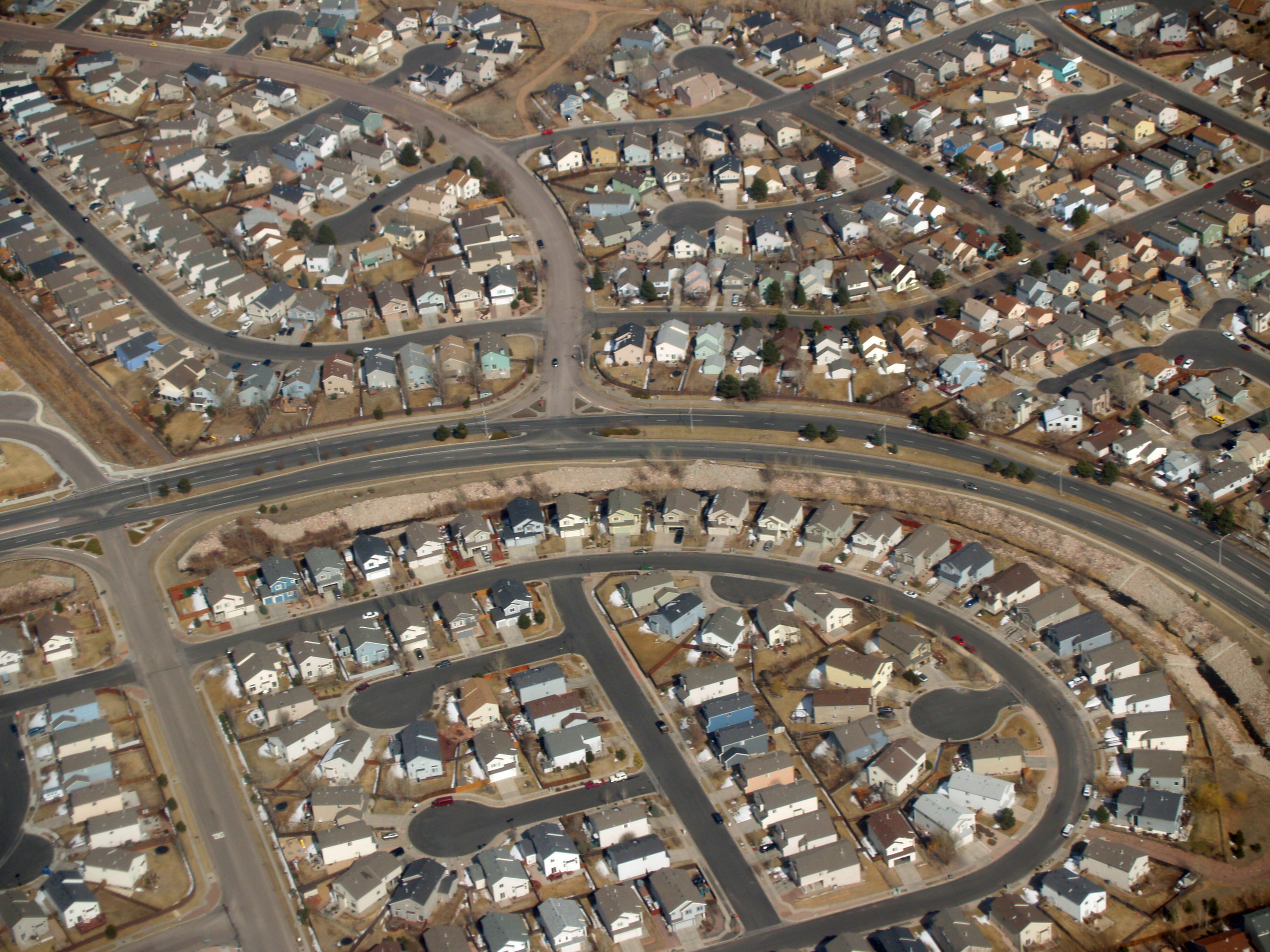
Une banlieue de Colorado Springs dans le Colorado aux États-Unis.

La banlieusardisation, appelée aussi banlieurisation, est un déplacement de la population du centre des zones urbaines vers les banlieues, qui se traduit par la formation d'un étalement urbain.
La suburbanisation est un déplacement de la population des zones urbaines centrales vers les banlieues, ce qui entraîne la formation de l'étalement (sub)urbain. En raison du déplacement des ménages et des entreprises hors des centres-villes, les zones urbaines périphériques à faible densité se développent. La suburbanisation est inversement liée à l'urbanisation, qui désigne un déplacement de la population des zones rurales vers les centres urbains.

## Un modèle d'utilisation des terres en banlieue aux États-Unis
De nombreux habitants des régions métropolitaines travaillent dans la zone urbaine centrale, mais vivent en dehors de celle-ci, dans des communautés satellites appelées banlieues, et se rendent au travail en voiture ou en transports en commun. D'autres ont la possibilité de travailler à domicile, grâce aux progrès technologiques. La suburbanisation se produit souvent dans les pays économiquement plus développés. Les États-Unis sont considérés comme le premier pays dans lequel la majorité de la population vit dans des banlieues plutôt que dans des villes ou des zones rurales. Les partisans de l'endiguement de l'étalement urbain font valoir que celui-ci entraîne un délabrement urbain et une concentration de résidents à faibles revenus dans les centres-villes, en plus des dommages environnementaux.
Dans certains cas, la suburbanisation est temporaire. Par exemple, le comté de Kings, dans l'État de New York, a servi de terre agricole à la ville de New York au XVIIIe siècle, les bateaux transportant les produits sur l'East River. Avec l'invention du ferry à vapeur, Brooklyn Heights est devenu une ville de banlieue pour Wall Street. Avec les tramways, la suburbanisation s'est étendue à tout le comté, et la ville de Brooklyn s'est développée pour remplir le comté. Les zones situées le long de la rivière se sont industrialisées et des immeubles d'habitation ont rempli les endroits où les usines n'ont pas remplacé les maisons éparpillées. En conséquence, une grande partie de Brooklyn est passée d'une économie suburbaine à une économie urbaine complète - de nombreuses autres banlieues ont suivi ce même cycle.

## Histoire

### États-Unis
Aux États-Unis, la banlieusardisation a commencé à se produire en quantités massives après la Seconde Guerre mondiale lorsque les soldats sont rentrés chez eux après la guerre et voulaient vivre dans des maisons à l'extérieur de la ville. Pendant cette période, l'Amérique avait une économie prospère après-guerre et il y avait plus de temps libre disponible et de temps pour créer une unité familiale. Au fil des ans, le désir de séparer la vie professionnelle de la vie familiale s'est accru, ce qui a entraîné une augmentation de la population des banlieues. Les banlieues sont construites pour des groupes particuliers de personnes et autour de certaines industries comme les restaurants, les magasins et les divertissements, ce qui permet aux résidents des banlieues de voyager moins et d'interagir davantage dans la banlieue. Les banlieues des États-Unis ont également évolué grâce à l'augmentation de la technologie, qui permet aux résidents de travailler à domicile plutôt que de faire la navette.
L'évolution récente des technologies de la communication, comme l'expansion des services à large bande, la croissance du courrier électronique et l'avènement de la vidéoconférence à domicile, a permis à un plus grand nombre de personnes de travailler à domicile plutôt que de se rendre au travail. Bien que cela puisse se produire aussi bien en ville qu'en banlieue, l'effet est généralement décentralisé, ce qui va à l'encontre du plus grand avantage du centre-ville, qui facilite l'accès à l'information et aux fournitures grâce à la centralisation. De même, l'avènement de systèmes efficaces de livraison express de colis, comme FedEx et UPS, qui tirent parti de l'informatisation et de la disponibilité d'un système de transport aérien efficace, élimine également certains des avantages qu'il y avait autrefois d'avoir une entreprise en ville. Les utilisations industrielles, l'entreposage et l'utilisation des terrains industriels ont également été déplacés vers les banlieues. Les télécommunications bon marché élimine la nécessité pour le siège social de l'entreprise d'être à une distance de messagerie rapide des entrepôts et des ports. Les zones urbaines souffrent d'encombrements de la circulation, ce qui engendre pour l'entreprise des coûts de chauffeur supplémentaires qui peuvent être réduits s'ils se trouvaient dans une zone périurbaine à proximité d'une autoroute. Comme dans le secteur résidentiel, la baisse des impôts fonciers et les bas prix des terrains encouragent la vente de terrains industriels en vue d'un réaménagement rentable des friches industrielles.
Les banlieues offrent également plus de terrains à utiliser comme tampon entre les espaces industriels et résidentiels et les espaces de vente au détail pour éviter les sentiments NIMBY et la pression d'embourgeoisement de la communauté locale lorsque les espaces résidentiels et commerciaux sont adjacents à l'espace industriel dans une zone urbaine. Les municipalités de banlieue peuvent offrir des allégements fiscaux, un zonage spécialisé et des incitatifs réglementaires pour attirer les utilisateurs de terrains industriels dans leur région, comme City of Industry, en Californie. L'effet global de ces développements est que les entreprises aussi, et pas seulement les particuliers, voient maintenant un avantage à s'installer dans les banlieues, où le coût d'achat de terrains, de location de locaux et d'exploitation est moins élevé que dans la ville. Cette dispersion continue à partir d'un seul centre-ville a conduit à d'autres phénomènes récents dans les banlieues américaines, l'avènement de villes périphériques et exurbaines, résultant de grappes d'immeubles de bureaux construits dans les centres commerciaux de banlieue sur les centres commerciaux et des développements à plus forte densité. Avec de plus en plus d'emplois pour les banlieusards situés dans ces zones plutôt que dans le centre-ville principal qui a donné naissance aux banlieues, les schémas de circulation, qui pendant des décennies ont été centrés sur les personnes qui se rendaient au centre-ville pour travailler le matin et qui rentraient chez elles le soir, sont devenus plus complexes, le volume du trafic intra-urbain augmentant énormément. En 2000, la moitié de la population américaine vivait en banlieue.

### Europe de l'Est
Dans de nombreux pays d'Europe, les villes sont parfois considérées comme des zones dangereuses ou très coûteuses pour vivre, tandis que les banlieues sont considérées comme des endroits sûrs pour vivre et élever une famille. Il y a des périodes de développements opposés comme l'urbanisation.
Au milieu et à la fin du XXe siècle, la plupart des pays socialistes du bloc de l'Est étaient caractérisés par une sous-urbanisation, ce qui signifie que la croissance industrielle s'est produite bien avant la croissance urbaine et qu'elle a été soutenue par les déplacements entre la campagne et la ville. La croissance de la ville, la mobilité résidentielle, les terrains et le développement du logement étaient soumis à un contrôle politique étroit. Par conséquent, la sub-urbanisation dans l'Europe post-socialiste n'est pas seulement un phénomène récent, mais aussi un phénomène particulier. La création de marchés du logement et des terrains, ainsi que le retrait de l'État de la fourniture de logements, ont conduit au développement de modes privatisés de production et de consommation de logements, avec un rôle croissant pour les acteurs privés et, en particulier, pour les ménages. Pourtant, les cadres réglementaires et institutionnels indispensables à un système de logement axé sur le marché - y compris le financement du logement - sont restés sous-développés, notamment en Europe du Sud-Est. Cet environnement a sans aucun doute stimulé l'autoproduction de logements. Il est clair que des forces différentes ont donné lieu à des résultats différents.
Une urbanisation longtemps réprimée et un retard dramatique en matière de logement ont entraîné une croissance périurbaine extensive à Tirana (Albanie), qui a doublé la taille de la ville au cours des années 1990, tandis que les réfugiés de guerre exerçaient une pression sur les villes de l'ex-Yougoslavie. Ailleurs, les processus de suburbanisation semblent dominants, mais leur rythme varie en fonction de la pénurie de logements, des finances disponibles, des préférences et du degré d'informalité "autorisé". Le processus a été lent à Prague au cours des années 1990 et plus apparent après 2000, lorsque l'accessibilité au logement s'est améliorée. À l'inverse, les développements suburbains slovènes et roumains ont visiblement entouré les villes dans les années 1990. Néanmoins, l'héritage socialiste d'infrastructures sous-développées et la crise d'accessibilité financière de la transition différencient les banlieues post-socialistes de leurs homologues occidentales.
Divers degrés d'informalité ont caractérisé les logements suburbains, de l'occupation illégale de terrains publics (Tirana) aux constructions illégales sur des terrains agricoles privés (Belgrade), en passant par les développements non autorisés mais légalisés par la suite en Roumanie. L'habitat suburbain présente un caractère chaotique/non planifié, notamment en Europe du Sud-Est, où l'État conserve un certain degré d'illégitimité. Si l'on accepte les habitations éparses à but lucratif, la plupart des nouveaux pavillons de banlieue semblent s'être développés d'eux-mêmes. Il semblerait que la construction par le propriétaire soit devenue une stratégie des ménages pour s'adapter à la récession, à une inflation élevée et volatile, pour réduire les coûts de construction et pour faciliter l'accès au logement. Le fait que la plupart des logements de banlieue soient construits par leurs propriétaires, le terrain étant souvent obtenu gratuitement grâce à des politiques de restitution ou d'occupation illégale, a permis la présence de ménages à revenus faibles ou moyens dans ces lotissements.

## Effets psychologiques

### L’isolement social
Historiquement, on pensait que vivre dans des zones fortement urbanisées entraînait l'isolement social, la désorganisation et des problèmes psychologiques, tandis que vivre dans les banlieues était censé améliorer le bonheur général, en raison d'une densité de population plus faible, d'une criminalité moindre et d'une population plus stable. Une étude basée sur des données de 1974 a toutefois montré que ce n'était pas le cas, puisque les personnes vivant dans les banlieues n'étaient ni plus satisfaites de leur quartier ni plus satisfaites de leur qualité de vie que les personnes vivant dans les zones urbaines.

### Abus de drogues
Les disparités préexistantes dans la composition démographique des banlieues posent des problèmes de consommation et d'abus de drogues. Cela est dû à la déconnexion créée entre la toxicomanie et la perception extérieure biaisée de la santé et de la sécurité des banlieues. La différence de taux de mortalité due aux drogues entre les banlieues et les villes est parfois alimentée par la relation entre le grand public, les médecins et l'industrie pharmaceutique. Ces personnes aisées qui vivent en banlieue ont souvent plus de moyens d'obtenir des drogues autrement coûteuses et puissantes, comme les opioïdes et les narcotiques, grâce à des ordonnances valides. Aux États-Unis, la combinaison des caractéristiques démographiques et économiques créées par la suburbanisation a augmenté le risque d'abus de drogues dans les communautés suburbaines. L'incidence de l'héroïne dans les banlieues a augmenté, car les nouveaux consommateurs d'héroïne aux États-Unis sont principalement des hommes et des femmes blancs de banlieue âgés d'une vingtaine d'années. Les adolescents et les jeunes adultes courent un risque accru de toxicomanie dans les banlieues en raison des enclaves sociales et économiques fermées que propage la sururbanisation. La New England Study of Suburban Youth a révélé que les cohortes de banlieusards appartenant à la classe moyenne supérieure consommaient davantage de drogues que la moyenne naturelle.
L'évolution de la démographie et du statut économique causée par la suburbanisation a augmenté le risque de toxicomanie dans les communautés américaines aisées et a modifié l'approche des initiatives de santé publique en matière de toxicomanie. Lorsqu'ils abordent les problèmes de santé publique liés à la toxicomanie avec les patients directement, les prestataires de soins de santé et les médecins des banlieues ont l'avantage de traiter un groupe démographique de patients toxicomanes qui sont mieux éduqués et équipés de ressources pour se remettre de la dépendance et de l'overdose. La disparité des traitements et des initiatives entre les environnements suburbains et urbains en matière de toxicomanie et d'overdose est un problème de santé publique. Bien que les prestataires de soins de santé des banlieues puissent disposer de davantage de ressources pour lutter contre la toxicomanie, les abus et les overdoses, les idées préconçues sur le mode de vie des banlieues peuvent les empêcher de fournir un traitement approprié aux patients. Compte tenu de l'incidence croissante de l'abus de drogues dans les banlieues, les facteurs contextuels qui affectent certains groupes démographiques doivent également être pris en compte pour mieux comprendre la prévalence de l'abus de drogues dans les banlieues ; par exemple, les adolescents et leur relation avec les groupes sociaux à l'école et d'autres forces de socialisation qui se produisent en raison de la banlieue ont un impact sur l'incidence de l'abus de drogues.